# Baronija Breda
Baronija Breda (običajno Baronie van Breda, francosko baronnie de Breda ) je bila zgodovinska dežela (jurisdikcija) okoli mesta Breda, ki so jo posedovali gospodje iz Brede. Leta 1339 je plemič Janez I. Polanenski skupaj s sinom Janezom II. Polanenskim postal zastavni gospod Brede. Leta 1350 je Janez III. Brabantski gospostvo prodal Janezu II. Polanenskemu za 43.000 florinov. Ta posest je bila svobodno in visoka gospostvo, zaradi česar je Janez II. takoj postal član vojvodskega sveta in se je v letih, ki so sledila, intenzivno vpletal v brabantsko politiko. Ni bila edina, ampak je bila od 16. stoletja dalje formalno najpomembnejša in najbolj znana baronija na Nizozemskem, še posebej po tem, ko je bila njena sestrska baronija Bergen op Zoom leta 1533 povzdignjena v mejno grofovijo (markizat).
V praksi pa gospoščina Breda nikoli ni bila posebej baronska. Od leta 1403 so bili tam gospodje grofje Nassauski, čeprav jih tam niso imenovali baroni. Tam so tudi prebivali in se odcepili od rodovne posesti Nassau-Dillenburg, tako da so kasneje (od Engelberta II. Nassauskega, 1475) govorili tudi o gospodih Nassau-Bredskih. Ker je bila gospoščina Breda tako imenovano visoka gospostvo, kjer je imel gospod tudi sodno oblast, se je to gospostvo, tako kot druga visoka gospostva, kasneje lahko imenovala baronija. Posest visokega gospostva je bila pomembna prav zato, ker je lastniku oziroma posestnici podeljevala naziv svobodnega gospoda oziroma svobodnjakinje. Fevdalec ali gospod je tako postal tisto, kar se bo kasneje (od 16. stoletja) imenovalo baron. To stanje je veljalo za bredsko rodbino gospodov Polanenskih od leta 1350 naprej.Henrik III. Nassausko-Bredski, gospod Bredski od 1504 do 1538, naj bi bil prvi uporabil naziv "baron iz Brede".  Drugi vir pa navaja, da je bil šele Viljem Oranski prvi gospod Bredski, ki se je imenoval baron.  Besedilo iz sedemnajstega stoletja govori o princu Oranskem, gospodu in baronu Brede.V vsakem primeru ni zgodovinsko pravilno, da se 'retrospektivno' v zvezi z visokimi plemiči Janezom IV. Nassauskim, sinom in naslednikom Engelberta I. Nassauskega-Siegenskega, kot tudi njegovega sina naslednika in naslednika Engelberta II. Nassausko-Viandenskega, že uporabi naziv ' baron Bredski' (1442-1475). Navsezadnje so bili grofje Nassauski, pa tudi gospodje Bredski, ki so tam prebivali.
Preko Nassauskega Renéja Chalonskega, prav tako iz Brede, je gospostvo leta 1538 kot dedna last prešlo v last dediča iz rodbine Orange-Nassau, ki je od takrat imel knežji naziv princ Oranski. Nižji naslov 'Baron Bredski' se zato v praksi skoraj ne uporablja, čeprav je v celoti eden od uradnih naslovov kralja(kraljice) iz rodbine Orange-Nassau. ' Oranžni ' so imenovali grajskega varuha (guvernerja). Ime „baronija Breda“ torej ni zgodovinsko. Kasneje, v devetnajstem stoletju, so poskušali ta koncept uvesti za nazaj.

## Lokacija
Zgodovinska dežela Breda, pozneje imenovana tudi baronija, je na vzhodu in jugu mejila na četrt Oisterwijk županije 's-Hertogenbosch, na jugu na deželo Hoogstraten, na zahodu na deželo Rijen in na Oudenbosch ter na severu do sodnega izvršiteljstva Južne Holandije. Del te dežele je bila tudi sedanja občina Oosterhout.

## Zgodovina
Zgodovina dežele Breda se začne leta 1125, ko je bilo ime Breda prvič omenjeno. Nekaj desetletij kasneje je bil zgrajen grad Breda in začel se je niz gospodov Bredskih. Dežela Breda je postala središče velikega območja. Sprva so gospodje Bredski delovali relativno samostojno. To se je končalo, ko je holandski grof Dirk VII. zahteval Bredo. Gospod Bredski je nato zaprosil za podporo vojvode Henrika I. Brabantskega. Tako je dežela Breda postala fevd vojvodine Brabant. Leta 1200 je vse to privedlo do pogodbe, v kateri se je holandski grof odrekel deželi Breda.
Leta 1287 so si gospostvo Breda razdelili potomci obeh hčera Godfrieda II. Schotenskega (umrl leta 1216).
- potomci Sofije, ki je bila poročena z Rasom I. Gaverenskim, so prejeli deželo Breda
- potomci Beatris, ki je bila poročena z Arnoldom II. Wesemaelskim, so prejeli Bergen op Zoom, kasnejši markizat.

Leta 1327 je Gerard Raseghemski gospostvo zaradi finančnih težav prodal vojvodini Brabant. Proti tej prodaji je skupaj s sestrama protestirala Izabela Schotenska, dedinja gospoščine Breda. Filip VI. Francoski  je bil leta 1334 imenovan za arbitra in nakup je bil razveljavljen.
Viljem Duivenvoordski, polbrat Janeza I. Polanenskega, je leta 1324 kupil dvorec Ten Strijen od dame Beatrijs Persijn Puttenske in Strijenske (1295-1355), hčerke Nikolaja III. Puttenskega. V naslednjih letih je ta dvorec preuredil v grad. Nato je leta 1325 kupil gospostvo Oosterhout. Leta 1342 je bila zastava odkupljena za vasi Baarle, Alphen, Gilze in Ulvenhout. Viljem je zato postal vazal brabantskega vojvode. Vedno je potreboval denar in leta 1339 je gospostvo kot zavarovanje prenesel na Janeza Polanenskega. V bitki pri Kasslu leta 1328 se je Janez Polanenski boril na strani flamskega grofa Ludvika II. Naslednje leto je prejel viteški naziv in začel svojo upravno kariero. Janezov sin Janez II. je grad Breda utrdil z jarkom in vogalnimi stolpi. Okoli Brede je dal zgraditi tudi mestno obzidje. Grad je bil trdnjava v obrambi mesta.
Leta 1403 so območje prevzeli grofje Nassauski. Janez III. Polanenski je bil med drugim gospod Bredski, leta 1403 pa se je Engelbert I. Nassausko-Siegenski poročil z Ivano Polanensko, edino hčerko Janeza III. Engelberta in je tako pridobil naziv gospod Bredski. Končno je gospostvo podedoval Viljem Oranski; to pojasnjuje povezavo med Nassauskimi in Bredo.

### Odpoved
Baronija je bila ukinjena leta 1795, nato pa je kot četrt pripadla Batavskemu Brabantu, delu Batavske republike. Od 19. stoletja (v Kraljevini ) se je ime Baronie uporabljalo predvsem topografsko za regijo okoli Brede. Kralj Viljem-Aleksander pa ima med mnogimi drugimi nazivi tudi naziv baron Bredski.

## Sodna delitev
Baronijo so sestavljale naslednje odborne klopi:
1. Breda
2. Oosterhout
3. Dongen
4. Gilze in Rijen
5. Alphen in Chaam
6. Baarle-Nassau
7. Ginneken in Bavel
8. Terheijden
9. Wagenberg
10. Princenhage
11. Etten
12. Etten in de Palen van de Hoeven
13. Eden in edini iz Rijsbergna
14. Zundert-Nassau
15. Wernhout
16. Roosendaal in Nispen